# Delta Force: Xtreme
Delta Force: Xtreme – gra komputerowa z gatunku strzelanek pierwszoosobowych wydana 21 kwietnia 2005 przez studio NovaLogic, należąca do serii Delta Force.
Gracz może grać w trybie jedno oraz wieloosobowym. W trybie jednoosobowym gracz ma 20 misji złożonych w trzy kampanie:
- kampania w Peru (gracz walczy z baronem narkotykowym i jego prywatną armią)
- kampania w Czadzie (przeciwnikiem jest Narodowy Front Wyzwolenia)
- kampania na Nowej Ziemi (bohater walczy ze zbuntowanymi dowódcami armii rosyjskiej)[2]